# 飯村吏毅哉
飯村 吏毅哉（いいむら りきや）は松濤館流空手の指導者。JKAの組手の選手権者で日本空手協会師範。

## バイオグラフィー
茨城県生まれ。 大正大学卒業。 

## コンペ
次の空手大会で勝利を重ねる。 

### メジャートーナメント
- 第12回船越技珍杯世界空手道選手権大会（パタヤ、2011）-組手1位
- 第54回JKA全日本空手道選手権（2011）-3位組手